# María Teresa Dova
María Teresa Dova es una física argentina nacida en Alberti, provincia de Buenos Aires. Es investigadora superior del Consejo Nacional de Investigaciones Científicas y Técnicas (CONICET) y profesora titular en el Departamento de Física de la Facultad de Ciencias Exactas de la Universidad Nacional de La Plata. Trabaja en el área de la física de Altas Energías.
Estudió Licenciatura en Física en la Universidad Nacional de La Plata, donde se doctoró en 1988 con la tesis Transiciones de fase en compuestos fluorados de Hf y Zr de alta coordinación.

## Trayectoria profesional
En 1989 obtuvo una beca posdoctoral para realizar estudios en el experimento L3 dirigido por el Premio Nobel Samuel Chao Chung Ting, en la Organización Europea para la Investigación Nuclear (CERN) donde inició su carrera en física experimental de altas energías investigando la física del leptón tau y las características de las corrientes débiles neutra y cargada.
En 1992, de regreso a la Argentina, ingresó como docente e investigadora a la Universidad Nacional de La Plata y al CONICET, e inició el grupo de física experimental de altas energías que dirige desde entonces. 
En 1996, impulsada por el Premio Nobel James W. Cronin, participó de la creación del Observatorio Pierre Auger, diseñado para estudiar rayos cósmicos de altas energías, impulsando el ingreso de la Universidad Nacional de La Plata a dicho experimento. Contribuyó con estudios relevantes de la propagación de los rayos cósmicos de ultra-altas energías (UHECR) en el medio intergaláctico y la composición de los rayos cósmicos. En 2001 fue elegida presidenta del Consejo Directivo de la Colaboración Auger (Chair of the Collaboration Board) formado por representantes de 49 instituciones de los 17 países participantes, habiendo sido reelecta hasta 2006.
En 2005, lideró el esfuerzo conjunto argentino para la participación del país por primera vez en la historia en un experimento de la Organización Europea para la Investigación Nuclear (CERN), el Experimento ATLAS. Se trata de uno de los dos detectores multiprópositos del acelerador LHC, diseñado para la búsqueda del Bosón de Higgs y el estudio de sus propiedades, medidas de precisión en el Modelo Estándar y la búsqueda de nuevas partículas e interacciones.
Ha publicado cientos de trabajos, resultado de las investigaciones que realizara en materia condensada, fenomenología de física de partículas, rayos cósmicos de ultra alta energía, y análisis de datos en coautoría con las colaboraciones de los experimentos L3 y ATLAS del CERN y del Observatorio Pierre Auger. Ha dirigido once tesis doctorales, y una decena de tesis de licenciatura en la Universidad Nacional de La Plata, la Universidad de Buenos Aires y la Universidad Nacional de Córdoba. Desde 2001 al 2007 ha sido Adjunct Professor en la Universidad del Nordeste, en Boston. Fue miembro del Consejo Editorial del Journal of Physics G: Nuclear and Particle Physics, IOP Publishing, del Reino Unido (2008-2014). Ha realizado más de ochenta presentaciones en eventos científicos internacionales y seminarios invitados en universidades y laboratorios del mundo. Ha conformado los comités científicos e internacionales de las conferencias más relevantes de la física de partículas (ICHEP, LHCP, CRIS, ICRC). En Latinoamérica ha sido miembro fundadora del SILAFAE (Simposio Latinoamericano de Física de Altas Energías) y directora local de la tercera (2005) y décima (2019) edición de la CERN-LA School of HEP en Argentina.
Ha realizado divulgación científica en diversos medios, brindando seminarios y entrevistas, incluyendo su participación en TEDx Paseo del Bosque (La Plata, 2013) y en el ciclo La Liga de la Ciencia en la TV Pública de Argentina. Es autora del libro Que es el bosón de Higgs, publicado por la editorial Paidos.

## Premios y distinciones
- 1998: Presidencia de la Nación Argentina, Secretaría de Ciencia y Tecnología: Premio Dr. Eduardo D.P. De Robertis de estímulo a la reinserción de jóvenes al Sistema Científico Argentino.
- 2002: John Simon Guggenheim Foundation Fellowship.[13]
- 2007: Premio SCOPUS, Editorial Elsevier (Países Bajos) y SECyT.[14]
- 2008:
  - Reconocimiento de la Universidad Nacional de La Plata por su trayectoria.[15]
  - Ciudadana ilustre de la Ciudad de La Plata.[16]
  - Premio Mujer Destacada del Año, Cámara de Diputados de la Nación.[17][18]
- 2009: Premio Mujer Innovadora Área Ciencia, Cámara de Diputados de la Pcia. De Buenos Aires.
- 2013: High Energy and Particle Physics Prize of the European Physical Society. Premio colectivo. To the ATLAS and CMS collaborations, for the discovery of a Higgs boson, as predicted by the Brout- Englert-Higgs mechanism.[19]
- 2015: Ciudadana ilustre de la Provincia de Buenos Aires por el valioso aporte a la investigación científica. Senado de la Provincia de Buenos Aires Ley 14.795.[20]
- 2022: Premio TWAS, en categoría Física.[21]
- 2022: Reconocimiento: Ha sido reconocida como una científica líder del planeta de acuerdo al ranking Research.com’s que evalúa las Top 1000 científicas femeninas en el mundo ocupando la posición Número 38 en 2022.[22]
- 2023: Premio Konex - Diploma al Mérito por su trabajo en la última década en Física y Astronomía, otorgado por la Fundación Konex.[23][24]
- 2025: Premios L'Oréal-UNESCO a Mujeres en Ciencia.[25]